# David Creamer
David Creamer (Perivale, 8 december 1942) is een golfprofessional  uit Engeland.
Creamer werd in 1966 professional. Toen de Europese PGA Tour in 1972 werd opgericht, speelde hij onder meer in de John Player Trophy. Hij speelt sinds 1999 op de Europese Senior Tour. 's Winters speelt hij regelmatig in de Verenigde Staten.
Op de Senior Tour won hij in augustus 2000 de Energis Senior Masters op de Edinburgh Course van The Wentworth Club.
In 2003 win hij de Hardys Super Senior Order of Merit nadat hij dat seizoen zes keer de beste Super Senior (60 jaar en ouder) was geweest.

## Gewonnen
Senior Tour
- 2000: Energis Senior Masters (-8)
- 2003: Hardys Super Senior Order of Merit